# Spencer Jarnagin

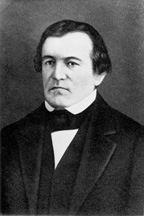
Spencer Jarnagin

Spencer Jarnagin (* 1792 in Grainger County; † 25. Juni 1853 in Memphis) war ein US-amerikanischer Politiker (United States Whig Party), der den Bundesstaat Tennessee im Senat vertrat.

## Leben
1813 verließ er das Greenville College und nach dem Studium der Rechtswissenschaft wurde er im Jahr 1817 als Anwalt zugelassen. Er war von 1833 bis 1835 Mitglied des Senats von Tennessee. Von 1836 bis 1851 war er Mitglied des Board of Trustees des East Tennessee Colleges, heute die University of Tennessee. Er setzte seine Tätigkeit als Anwalt nach dem Umzug 1837 nach Athens fort. Er war Wahlmann der Whigkandidaten William Henry Harrison und John Tyler im Electoral College bei der Präsidentschaftswahl in den Vereinigten Staaten 1840.
Er wurde 1841 von Whigs nach einem Caucus in der Tennessee General Assembly als Senator vorgeschlagen. Jedoch beschlossen einige der Demokraten in der General Assembly, dass kein Senator besser als ein Whig auf diesem Posten wäre. Die als "Immortal Thirteen"  bekannten Demokraten weigerten sie sich; eine Abstimmung zu diesem Thema zu ermöglichen. Jarnagin wurde schließlich doch nach zweieinhalb Jahre als Senator gewählt, als fast die Hälfte der Amtsperiode verstrichen war. Jarnagin hatte dieses Amt vom 17. Oktober 1843 und bis zum 3. März 1847 inne. Während dieser Zeit war er Vorsitzender Committee on Revolutionary Claims. Die Whigs schlugen ihn für eine zweite Amtszeit im Jahre 1847 vor, aber er wurde nicht gewählt, da offenbar die Demokraten John Bell, ein anderer Whig, mehr unterstützten wurde, der schließlich zu seinem Nachfolger gewählt. Eine spätere Bewerbung Jarnagins um einen Richterposten am Tennessee Supreme Court scheiterte ebenfalls. Er zog nach Memphis um und setzte dort seine Tätigkeit als Anwalt fort. Nach seinem Tod am 25. Juni 1853 wurde er auf dem städtischen Elmwood Cemetery beigesetzt.